# キューブ2
『キューブ2』（英: Cube 2: Hypercube）は、2002年のカナダ映画。
1997年の映画『キューブ』の続編である。前作の監督のヴィンチェンゾ・ナタリは降板し、撮影監督として有名なアンジェイ・セクラが監督を務めた。

## ストーリー
心理療法医のケイトを含む8人の男女が、キューブからの脱出を試みるが、キューブへ入っていくうちに真相も深くなっていく。

## キャスト
| 役名           | 俳優                           | 日本語吹き替え | 日本語吹き替え | 日本語吹き替え |
| 役名           | 俳優                           | ソフト版       | テレビ東京版   |                |
| -------------- | ------------------------------ | -------------- | -------------- | -------------- |
| サイモン       | ジェラント・ウィン・デイヴィス | 大塚芳忠       | 大塚芳忠       |                |
| ケイト         | カリ・マチェット               | 田中敦子       | 日野由利加     |                |
| ジェリー       | ニール・クローン               | 仲野裕         | 野島昭生       |                |
| マックス       | マシュー・ファーガソン         | 花輪英司       | 浪川大輔       |                |
| ペイリー夫人   | バーバラ・ゴードン             | 鳳芳野         | 望木祐子       |                |
| ジュリア       | リンゼイ・コネル               | 岡本麻弥       | 佐古真弓       |                |
| サーシャ       | グレース・リン・カン           | 朴璐美         | 山田里奈       |                |
| マグワイア大佐 | ブルース・グレイ               | 大木民夫       | 円谷文彦       |                |
| 将軍           | フィリップ・エイキン           | 伊藤和晃       | 中江真司       |                |
| ベッキー       | グリア・ケント                 | 米山奈穂       |                |                |

- テレビ東京版 - 初放送2005年2月3日 『木曜洋画劇場』

## CUBEの内部構造
本作に登場するCUBEは、前作のような薄暗い部屋としての演出はなされておらず、蛍光灯のように全面が明るく白い壁となっており、周りの状況を視認しやすい。扉はタッチ式の自動ドアとなっていて、上下に開く（劇中、何度タッチしても開かない扉も確認されている）。最大の特徴といえるのは、時間と空間、そして引力が一定に繋がっておらず、部屋ごとに一種のパラレルワールドとなっていることである。このため、別の部屋に移動する際、死んだはずの人物と何度も出会ったり、自分自身と遭遇するといった現象も起こる（劇中ではこの事象を利用して食糧を確保する人物も登場する）。また、一旦扉が閉じると、次に同じ扉を開いた際は別の部屋に繋がっており、一度扉が閉まることは、別次元に繋がることを意味している。
時間制限があり、時間が尽きるとキューブという次元自体が崩壊・消滅する。
冒頭の映像から被験者の肉体自体は別の場所にあり、精神体のみキューブに入れられていることを示唆しており、被験者の1人が自ら設定したゲームプログラムのスピード設定に気づくなどデジタル世界を臭わす発言もあるが、劇中では確定的ではない（その部屋だけプログラム世界とも考えられる）。
トラップとしては、以下のものがみられた。
- 壁から透明な細長い立方体が無数に伸びてきて肉体を削る。ただし材質は不明であり、前作の針トラップと違って、先端もとがっておらず、速度も遅いが、頭をえぐるほどの威力がある。
- 音に反応して宙に多角の輪（初期形状は二次元状の四角）が出現し、複雑に高速回転しながら無数に広がっていき、ミキサーの如く、肉体を一片残さずに切り刻む。追尾式であり、壁に跳ね返る。殺害後は縮小して再び消える。こちらも材質は不明。
- 透明な壁が迫る。実体壁ではなく、次元の波状壁。
- 時間の流れが早く、自らの残像が視認できる部屋では一定時間いるとミイラ化し、無重力のように慣性の法則が続く（被験者の1人は自分がプログラミングしたゲーム設定に気づく）。

## 特記
- 前作同様、元の部屋に戻る（死体のある部屋が目安となる）演出がみられる。
- 前作と違い、キューブに送り込まれた人物は服装がそれぞれ異なる。また前作と違い、同意ではなく、拉致されて来たため、違法性がある。被験者は罪人ではなく、キューブを製造した側にとって不都合な存在、弁護士やハッカー、プログラマー、探偵などであり、口封じの意味合いが高く、最終的に脱出した人物も口封じにあっている。
- 前作では根拠のない被害妄想の典型的な一例として挙げられていた「政府・軍部の陰謀」という要素に、本作では正面から大きくスポットを当てている。